# Господари пакла (филм из 2022)
Господари пакла (енгл. Hellraiser) српско-амерички је хорор филм из 2022. године, редитеља Дејвида Брукнера, са Одесом Азион, Џејми Клејтон, Друом Старкијем и Гораном Вишњићем у главним улогама. Представља рибут и 11. део филмског серијала Господари пакла творца Клајва Баркера, као и другу адаптацију његове књиге The Hellbound Heart.
Филм је сниман у Београду, где је смештен и један део радње. Неколико домаћих глумаца, као што су: Горица Регодић, Вукашин Јовановић, Предраг Бјелац, Миодраг Милованов, Катарина Гојковић и Ивона Кустудић, имали су мање улоге. Једанаести део серијала представља велики напредак у односу на претходна остварења. Многи критичари га сматрају најбољим наставком још од филма Господари пакла 2: Пут у пакао (1988). На сајту Ротен томејтоуз оцењен је са 66%.
Премијера је била 28. септембра 2022, на Филмском фестивалу у Остину, након чега је филм дистрибуиран путем платформе Hulu, док је међународну дистрибуцију преузела компанија Paramount Pictures.

## Радња
Радња филма почиње у Београду, где правница Серена Менекер откупљује мистериозну слагалицу у облику кутије за свог послодавца, хедонистичког милионера, Роланда Војта. Шест година касније, исту кутију проналази наркоманка Рајли Макендри, која не зна да њом може отворити портал за пакао.

## Улоге
| Глумац            | Улога                    |
| ----------------- | ------------------------ |
| Одеса Азион       | Рајли Макендри           |
| Џејми Клајтон     | Пинхед, врховни Сенобајт |
| Адам Фејсон       | Колин                    |
| Дру Старки        | Тревор                   |
| Горан Вишњић      | Роланд Војт              |
| Аојфе Хајндс      | Нора                     |
| Хиам Абас         | Серена Менакер           |
| Горица Регодић    | Мајка Сенобајт           |
| Вукашин Јовановић | Маска Сенобајт           |
| Џејсон Лајлс      | Чатерер Сенобајт         |
| Јинка Олорунифе   | Випер Сенобајт           |
| Селина Ло         | Гасп Сенобајт            |
| Закари Хинг       | Асфикс Сенобајт          |
| Предраг Бјелац    | Лоренц                   |
| Кит Кларк         | Џои                      |
| Миодраг Милованов | старац                   |
| Катарина Гојковић | старчева ћерка           |
| Ивона Кустудић    | медицинска сестра        |